# Tara Lipinski
Tara Kristen Lipinski (* 10. Juni 1982 in Philadelphia, Pennsylvania) ist eine ehemalige US-amerikanische Eiskunstläuferin, die im Einzellauf startete. Sie ist die Olympiasiegerin von 1998 und die Weltmeisterin von 1997.

## Werdegang
Lipinski ist das einzige Kind von Jack Richard Lipinski, einem Anwalt und Geschäftsführer einer Ölraffinerie, und Patricia Brozyniak, einer Sekretärin. Sie begann im Alter von drei Jahren mit dem Rollschuhlaufen und im Alter von sechs Jahren mit dem Eiskunstlaufen. Bis 1991 lebte die Familie in New Jersey, dann zog sie aus beruflichen Gründen des Vaters nach Sugar Land, Texas, wo es allerdings keine Trainingsmöglichkeiten gab. So zog Lipinski mit ihrer Mutter nach Delaware, wo sie bereits vorher trainiert hatte.
1995 nahm Lipinski an ihrer ersten Juniorenweltmeisterschaft teil und wurde Vierte. 1996 konnte sie sich dort nicht verbessern und belegte den fünften Platz. Daraufhin wechselte sie ihren Trainer Jeff Di Gregorio, bei dem sie in Delaware trainiert hatte und ging nach Detroit zu Richard Callaghan. Erstmals ging sie bei den nationalen Seniorenmeisterschaften an den Start. Sie profitierte von der Absage von Nicole Bobek und wurde Dritte hinter Michelle Kwan und Tonia Kwiatkowski.
Damit qualifizierte sie sich für ihre erste Weltmeisterschaft, die im kanadischen Edmonton stattfand. Sie beendete sie auf dem 15. Platz.
Im gleichen Jahr beschloss die Internationale Eislaufunion, das Mindestalter für die Teilnahme an internationalen Wettbewerben auf 15 Jahre anzuheben. Athleten, die aber bereits in einem jüngeren Alter an einem Wettbewerb teilgenommen hatten, durften weiterhin teilnehmen. So konnte die 13-jährige Lipinski auch an den nächsten Wettbewerben noch teilnehmen.
1997 wurde Lipinski in Nashville überraschend US-amerikanische Meisterin und in Lausanne Weltmeisterin, beide Male vor Michelle Kwan. Mit 14 Jahren war sie somit sowohl die jüngste US-amerikanische Meisterin als auch die jüngste Weltmeisterin in der Geschichte.
Bei einem kleineren Turnier zeigte sie als erste Frau eine Dreifach-Rittberger-Dreifach-Rittberger-Kombination. Lipinski gewann außerdem das Grand-Prix-Finale in diesem Jahr und verteidigte diesen Titel ein Jahr später.

### Gold bei den Olympischen Winterspielen 1998
Bei den nationalen Meisterschaften 1998 fiel Lipinski in ihrem Kurzprogramm beim dreifachen Flip, während Michelle Kwan ohne Fehler blieb. So ging Lipinski als Zweitplatzierte zu den Olympischen Spielen in Nagano. Beide galten dort als Favoritinnen, Michelle Kwan nach ihrer Leistung bei den nationalen Meisterschaften allerdings noch mehr.
Sowohl Lipinski als auch Kwan zeigten dort starke Leistungen. Lipinski lag nach dem Kurzprogramm knapp hinter Kwan, zeigte aber als Letzte startend eine technisch etwas anspruchsvollere Kür. Wie Kwan stand sie sieben Dreifachsprünge, allerdings inklusive einer Dreifach-Rittberger-Dreifach-Rittberger-Kombination und einer Dreifach-Toeloop-Halber-Rittberger-Dreifach-Salchow-Kombination. So wurde Lipinski die jüngste Eiskunstlaufolympiasiegerin der Geschichte.
Wegen einer ernsten Infektion musste Lipinski die Weltmeisterschaft absagen und beendete ihre Wettkampfkarriere. Sie nutzte ihre große Popularität aus und trat in zahlreichen Eisrevues wie „Champions on Ice“ und „Stars on Ice“ sowie in Fernsehsendungen und bei Werbeaktivitäten auf. 1999 wurde sie auch Weltmeisterin bei den Profis.
2000 unterzog sie sich einer Hüftoperation. Mit dem Eisrevuelaufen unzufrieden und enttäuscht, konzentrierte sie sich ab 2002 auf die Schauspielerei. Sie hatte Gastauftritte in Ein Hauch von Himmel, Eine himmlische Familie, Malcolm mittendrin, Kidding und Still Standing. Sie engagiert sich außerdem in zahlreichen Stiftungen, so z. B. für leukämiekranke Kinder und gegen Drogenkonsum.
Seit Juni 2017 ist sie mit dem TV-Produzenten Todd Kapostasy verheiratet.

## Ergebnisse
| Wettbewerb / Saison              | 1993/1994 | 1994/1995 | 1995/1996 | 1996/1997 | 1997/1998 |
| -------------------------------- | --------- | --------- | --------- | --------- | --------- |
| Olympische Winterspiele          |           |           |           |           | 1.        |
| Weltmeisterschaften              |           |           | 15.       | 1.        |           |
| Grand-Prix-Finale                |           |           |           | 1.        | 1.        |
| Juniorenweltmeisterschaften      |           | 4.        | 5.        |           |           |
| US-amerikanische Meisterschaften | 2. N      | 2. J      | 3.        | 1.        | 2.        |

- N = Novizen, J = Junioren

## Veröffentlichungen
- Emily Costello, Tara Lipinski: Triumph on Ice. Bantam Books, New York 1997, ISBN 0-553-09775-X.
- Tara Lipinski, Mark Zeigler: Totally Tara – An Olympic Journey. Universe, 1998, ISBN 0-7893-0142-3.